# Franz Krüger (General)
Franz Hugo Jakob Krüger (* 14. Juli 1829 in Königsberg; † 25. Oktober 1896 in Bozen) war ein preußischer Generalleutnant.

## Leben

### Herkunft
Franz war der Sohn des preußischen Majors Jakob Adolf Krüger (1792–1857) und dessen Ehefrau Leopoldine Friederike, geborene von Kortzfleisch (1794–1857). Sein Großvater Jakob Joachim Krüger war Pfarrer von Ragnit.

### Militärkarriere
Krüger besuchte die Löbenichtsche Höhere Bürgerschule sowie das Altstädtische Gymnasium in Königsberg und trat am 10. Juni 1847 als Musketier in das 1. Infanterie-Regiment der Preußischen Armee ein. Er avancierte Mitte September 1849 zum Sekondeleutnant und war von Anfang Oktober 1854 bis Mitte Oktober 1857 als Adjutant des III. Bataillons im 1. Landwehr-Regiment in Tilsit kommandiert. Anschließend diente Krüger als Adjutant des II. Bataillons, stieg Ende März 1859 zum Premierleutnant auf und war ab dem 21. August 1859 als Regimentsadjutant tätig. Daran schloss sich vom 12. Juli 1860 bis zum 11. November 1861 eine Kommandierung als Adjutant der 2. Infanterie-Brigade an. Mit der Beförderung zum Hauptmann wurde Krüger Kompaniechef. In gleicher Eigenschaft erfolgte am 25. Juni 1864 seine Versetzung nach Wesel in das 8. Westfälische Infanterie-Regiment Nr. 57. Während des Krieges gegen Österreich führte Krüger 1866 seine 7. Kompanie in den Schlachten bei Münchengrätz und Königgrätz. Nach dem Friedensschluss für sein Verhalten belobigt, wurde er am 16. März 1869 als Major dem Regiment aggregiert und zur Dienstleistung bei der Intendantur des X. Armee-Korps in Hannover kommandiert. Mitte Februar 1870 folgte seine Versetzung in das Holsteinische Infanterie-Regiment Nr. 85 und mit Beginn des Krieges gegen Frankreich wurde Krüger Kommandeur des Ersatz-Bataillons. Während der Belagerung von Metz erhielt er das Kommando über das Füsilier-Bataillon, das Krüger Anfang Dezember 1870 in der Schlacht von Orléans führte und dabei schwer verwundet wurde.
Ausgezeichnet mit dem Eisernen Kreuz II. Klasse avancierte Krüger nach dem Krieg zum Oberstleutnant und wurde mit der Beförderung zum Oberst am 22. März 1877 Kommandeur des 4. Badischen Infanterie-Regiments „Prinz Wilhelm“ Nr. 112 in Mülhausen. Als Generalmajor war er ab dem 3. August 1883 Kommandeur der 31. Infanterie-Brigade in Trier. In dieser Stellung wurde er im September 1884 mit dem Roten Adlerorden II. Klasse mit Eichenlaub ausgezeichnet. Unter Verleihung des Kronenordens II. Klasse mit Stern stellte man Krüger am 12. Januar 1886 aufgrund eines Leber- und Gallenleidens mit der gesetzlichen Pension zur Disposition.
Nach seiner Verabschiedung erhielt Krüger am 4. Dezember 1895 noch den Charakter als Generalleutnant. Er verstarb ein Jahr später unverheiratet in Bozen.